# Kurt Egloff

Kurt Egloff (1988)

Kurt Egloff (geboren 13. Januar 1932; gestorben 12. Januar 2019) war ein Schweizer Politiker (SVP). Er war zwischen 1977 und 1982 Zürcher Kantonsrat, danach bis 1990 Stadtrat in der Stadt Zürich.

## Leben
Egloff war von Beruf Lehrer. 1966 wurde er in den Gemeinderat von Aesch gewählt. 1977 bis 1982 war er Zürcher Kantonsrat. 1977 wurde er zudem Geschäftsführer des kantonalen Gewerbeverbands.
1982 wurde Egloff in den Stadtrat gewählt. Er übernahm das Schulamt. Während seiner Tätigkeit führte er gegen den Widerstand zahlreicher Eltern das Freifach Informatik sowie Umwelterziehung und Suchtprophylaxe als Schulstoff ein. Er engagierte sich zudem für den Ausbau der Infrastruktur für Leistungs- und Breitensport. Nachdem er 1989 zusammen mit Stadtpräsident Thomas Wagner wegen einer Amtsgeheimnisverletzung gebüsst worden war, verzichtete er bei den Wahlen 1990 auf eine erneute Kandidatur. Egloff und Wagner hatten interne Akten zur Revision der Bau- und Zonenordnung, für die Ursula Koch die Verantwortung trug, an Dritte weitergereicht. Nach seinem Rücktritt gelang der SVP der Einzug in den Zürcher Stadtrat nicht mehr.
Nach seinem Rücktritt war er als selbständiger Berater im Bereich Sportsponsoring tätig.
Egloff war verheiratet. Nationalrat Hans Egloff ist sein Sohn.